# Chanson de Guillaume
Die Chanson de Guillaume, deutsch auch Wilhelmslied, ist ein altfranzösisches Epos (Chanson de geste). Sie ist das Kernepos und der älteste Text aus dem Epenzyklus über den auf Wilhelm von Aquitanien zurückgehenden Helden Guillaume d’Orange. Dieser Zyklus ist gegen Anfang des 12. Jahrhunderts entstanden, wurde aber erst 1903 wiederentdeckt.
Im Mittelpunkt dieses Epos stehen Guillaume d’Orange und sein Neffe Vivien. Auch Frauen haben in diesem Epos eine vergleichsweise große Rolle.
Im Epenzyklus über Guillaume d’Orange ist lignage (Familie, Ahnen, Abstammung) das strukturierende Kriterium. Manche der Epen greifen bis auf Guillaumes Urgroßvater Garin de Monglane zurück.